# Thodure
Thodure é uma comuna francesa na região administrativa de Auvérnia-Ródano-Alpes, no departamento de Isère. Estende-se por uma área de 14,43 km². Em 2010 a comuna tinha 771 habitantes (densidade: 53,4 hab./km²).